# درخت شیطان
درخت شیطان (انگلیسی: The Devil Tree) رمانی است از یرژی کوشینسکی داستان‌نویس لهستانی-آمریکایی یهودی‌تبار، کتاب رمانی است پر سوز و گداز و ترکیبی از چند ویژگی خاص، از جمله پوچی وجودی کتاب بیگانه آلبر کامو و خشونت و قتل موجود در کتاب آقای ریپلی بااستعداد از پاتریشیا های‌اسمیت، داستان کتاب بیانگر زندگی جاناتان والن «Jonathan Whalen's» است که از همان آغاز ثروت بسیار زیادی از پدرش که یک غول صنعت فولاد است به دست آورده و بدین وسیله در جستجوی لذت‌های دوران کودکی و جوانی خود است، والن به شدت به زندگی علاقه‌مند می‌شود اما به واسطه ثروت بادآورده در ورطهٔ منجلاب مصرف مواد مخدر، خشونت، روابط جنسی و ارتباط معنا دار با دیگران می‌شود، در حقیقت آغوش شخصیت اصلی داستان برای هیجانات غیراخلاقی کاملاً باز است، کتاب در سال ۱۹۷۳ به چاپ رسید.
کتاب به زبان فارسی توسط فرزان ترجمه شده است.